# Ophioplocus huttoni
Ophioplocus huttoni är en ormstjärneart som beskrevs av John Keith Marshall Lang Farquhar 1899. Ophioplocus huttoni ingår i släktet Ophioplocus och familjen Ophiolepididae. Inga underarter finns listade i Catalogue of Life.